# Peperomia asperula
Peperomia asperula är en pepparväxtart som beskrevs av P.C. Hutchison & Rauh. Peperomia asperula ingår i släktet peperomior, och familjen pepparväxter. Inga underarter finns listade i Catalogue of Life.